# Incisor Ridge
Incisor Ridge (englisch für Schneidezahnrücken) ist ein 15 km langer Gebirgskamm im ostantarktischen Viktorialand. In den Bowers Mountains bildet er den südwestlichen Teil des Molar-Massivs.
Das New Zealand Antarctic Place-Names Committee benannte ihn auf Vorschlag des neuseeländischen Geologen Malcolm Gordon Laird (1935–2015) im Kontext zur Benennung des Molar-Massivs.